# スイス年間最優秀サッカー選手賞
スイス年間最優秀サッカー選手賞（スイスねんかんさいゆうしゅうサッカーせんしゅしょう）は、各年度で最も活躍したサッカー選手に対して行われる表彰である。

## 概要
1972-73シーズンから1997-98シーズンまでは、現在は廃刊となっているSport紙がスイス1部リーグでプレーするスイス人選手のみを対象として表彰していた賞だったため、別枠で年間最優秀外国人選手賞も発表されていた。
1998年からそれまでの体制が見直され、スイス1部リーグにプレーする全選手を対象した年間最優秀選手賞とスイス代表での同賞の2つを各年ごとに発表している。

## 表彰

### スーパーリーグ年間最優秀選手賞
スーパーリーグでプレーする全選手を対象に選出される。
| 年   | 選手                     | 所属クラブ           |
| ---- | ------------------------ | -------------------- |
| 1998 | ステファン・レーン       | ローザンヌ＝スポルト |
| 1999 | アレクサンドル・ライ     | セルヴェット         |
| 2000 | チャールズ・アモア       | ザンクト・ガレン     |
| 2001 | ステファヌ・シャピュイサ | グラスホッパー       |
| 2002 | ムラト・ヤキン           | バーゼル             |
| 2003 | ハカン・ヤキン           | バーゼル             |
| 2004 | ステファヌ・シャピュイサ | ヤングボーイズ       |
| 2005 | リカルド・カバニャス     | グラスホッパー       |
| 2006 | マティアス・デルガド     | バーゼル             |
| 2007 | ムラデン・ペトリッチ     | バーゼル             |
| 2008 | ハカン・ヤキン           | ヤングボーイズ       |
| 2009 | ドゥンビア・セイドゥ     | ヤングボーイズ       |
| 2010 | ドゥンビア・セイドゥ     | ヤングボーイズ       |
| 2011 | アレクサンダー・フライ   | バーゼル             |
| 2012 | アレクサンダー・フライ   | バーゼル             |
| 2013 | モハメド・サラー         | バーゼル             |
| 2014 | シュケルツェン・ガシ     | グラスホッパー       |
| 2015 | ブレール・エンボロ       | バーゼル             |
| 2016 | ギョーム・オアロ         | ヤングボーイズ       |
| 2017 | ミヒャエル・ラング       | バーゼル             |
| 2018 | ケヴィン・ムバブ         | ヤングボーイズ       |
| 2019 | ジャン＝ピエール・ンサム | ヤングボーイズ       |
| 2020 | ジャン＝ピエール・ンサム | ヤングボーイズ       |
| 2021 | アルトゥール・カブラル   | バーゼル             |

### スイス年間最優秀選手賞
各年ごとのスイス代表において最も活躍した選手を対象とした表彰。
| 年   | 選手                           | 所属クラブ                         |
| ---- | ------------------------------ | ---------------------------------- |
| 1998 | ラファーエル・ヴィッキー       | ヴェルダー・ブレーメン             |
| 1999 | チリアコ・スフォルツァ         | 1.FCカイザースラウテルン           |
| 2000 | ダヴィド・セサ                 | レッチェ                           |
| 2001 | ステファヌ・アンショズ         | リヴァプール                       |
| 2002 | ステファヌ・アンショズ         | リヴァプール                       |
| 2003 | イェルク・シュティール         | ボルシア・メンヒェングラートバッハ |
| 2004 | アレクサンダー・フライ         | レンヌ                             |
| 2005 | アレクサンダー・フライ         | レンヌ                             |
| 2006 | フィリップ・センデロス         | アーセナル                         |
| 2007 | アレクサンダー・フライ         | ボルシア・ドルトムント             |
| 2008 | トランクイロ・バルネッタ       | バイエル・レバークーゼン           |
| 2009 | ディエゴ・ベナーリョ           | VfLヴォルフスブルク                |
| 2010 | ベンヤミン・フッケル           | バーゼル                           |
| 2011 | ジェルダン・シャチリ           | バーゼル                           |
| 2012 | ジェルダン・シャチリ           | バーゼル                           |
| 2013 | ディエゴ・ベナーリョ           | VfLヴォルフスブルク                |
| 2014 | リカルド・ロドリゲス           | VfLヴォルフスブルク                |
| 2015 | ステファン・リヒトシュタイナー | ユヴェントス                       |
| 2016 | ヤン・ゾマー                   | ボルシア・メンヒェングラートバッハ |
| 2017 | グラニト・ジャカ               | アーセナル                         |
| 2018 | ヤン・ゾマー                   | ボルシア・メンヒェングラートバッハ |
| 2019 | ハリス・セフェロヴィッチ       | ベンフィカ                         |
| 2020 | 未開催                         | 未開催                             |
| 2021 | ヤン・ゾマー                   | ボルシア・メンヒェングラートバッハ |

### 年間最優秀外国人選手賞 (1975年-1998年)
ナツィオナーレ・リーガAでプレーする外国人選手を対象に選出されていた賞。
| 年   | 選手                         | 所属クラブ               |
| ---- | ---------------------------- | ------------------------ |
| 1975 | イリヤ・カティッチ           | チューリッヒ             |
| 1976 | イリヤ・カティッチ           | チューリッヒ             |
| 1977 | エイギル・ニールセン         | バーゼル                 |
| 1978 | マーティン・チバース         | セルヴェット             |
| 1979 | ユリツァ・イェルコヴィッチ   | チューリッヒ             |
| 1980 | ピート・ハンベルク           | セルヴェット             |
| 1981 | ロベルト・コク               | ローザンヌ・スポルト     |
| 1982 | ユリツァ・イェルコヴィッチ   | チューリッヒ             |
| 1983 | ユリツァ・イェルコヴィッチ   | チューリッヒ             |
| 1984 | ラウール・ノゲス             | ラ・ショー＝ド＝フォン   |
| 1985 | チャーリー・ヘルベート       | アーラウ                 |
| 1986 | ラース・ルンデ               | ヤングボーイズ           |
| 1987 | ロベルト・プリツ             | ヤングボーイズ           |
| 1988 | ヨン・エリクセン             | セルヴェット             |
| 1989 | カール＝ハインツ・ルンメニゲ | セルヴェット             |
| 1990 | イバン・サモラーノ           | ザンクト・ガレン         |
| 1991 | エドウィン・ホルター         | FCルガーノ               |
| 1992 | イゴール・ドブロヴォルスキ   | セルヴェット             |
| 1993 | ソニー・アンデルソン         | セルヴェット             |
| 1994 | ジオヴァネ・エウベル         | グラスホッパー           |
| 1995 | ペタル・アレクサンドロフ     | ヌーシャテル・ザマックス |
| 1996 | ヴィオレル・モルドヴァン     | ヌーシャテル・ザマックス |
| 1997 | ヴィオレル・モルドヴァン     | ヌーシャテル・ザマックス |
| 1998 | シャバニ・ノンダ             | チューリッヒ             |

### ナツィオナーレ・リーガA最優秀スイス人選手賞
ナツィオナーレ・リーガAでプレーするスイス人を対象に選出されていた賞。
| 年   | 選手                         | 所属クラブ     |
| ---- | ---------------------------- | -------------- |
| 1973 | カール・オデルマット         | バーゼル       |
| 1974 | 未開催                       | 未開催         |
| 1975 | ウンベルト・バルべリス       | グラスホッパー |
| 1976 | ケビ・カーン                 | チューリッヒ   |
| 1977 | ハンシェルク・プフィシュター | セルヴェット   |
| 1978 | ルドルフ・エルゼナー         | グラスホッパー |
| 1979 | ウンベルト・バルべリス       | グラスホッパー |
| 1980 | ウンベルト・バルべリス       | グラスホッパー |
| 1981 | ハインツ・リュディ           | チューリッヒ   |
| 1982 | クラウディオ・スルザー       | グラスホッパー |
| 1983 | リュシアン・ファーヴル       | セルヴェット   |
| 1984 | ハインツ・ハーマン           | グラスホッパー |
| 1985 | ハインツ・ハーマン           | グラスホッパー |
| 1985 | ロルフ・オスターヴァルター   | アーラウ       |
| 1986 | ハインツ・ハーマン           | グラスホッパー |
| 1987 | ハインツ・ハーマン           | グラスホッパー |
| 1988 | ハインツ・ハーマン           | グラスホッパー |
| 1989 | ピーター・ナディク           | ルツェルン     |
| 1990 | アンドレ・エグリ             | グラスホッパー |
| 1991 | アドリアン・クヌップ         | ルツェルン     |
| 1992 | ジャン＝ポール・ブリジェ     | シオン         |
| 1993 | チリアコ・スフォルツァ       | グラスホッパー |
| 1994 | トーマス・ビッケル           | グラスホッパー |
| 1995 | ネストル・スビアット         | グラスホッパー |
| 1996 | クビライ・トゥルキリマズ     | グラスホッパー |
| 1997 | クビライ・トゥルキリマズ     | グラスホッパー |
| 1998 | クビライ・トゥルキリマズ     | グラスホッパー |